# Кузнецкая епархия
Кузне́цкая епа́рхия — епархия Русской православной церкви, объединяющая приходы и монастыри в восточной части Пензенской области (в границах Иссинского, Камешкирского, Кузнецкого, Лопатинского, Лунинского, Неверкинского, Никольского и Сосновоборского районов). Входит в состав Пензенской митрополии.

## История
Епархия образована 8 октября 1929 года. О том, что представляла собой территория управления Кузнецкого епископа в 1929 году — неизвестно. Однако существует документ от 1935 года, в котором говорится об учреждении достаточно обширной Кузнецкой епархии. В неё входили следующие районы Куйбышевского края: Барановский, Городищенский, Камешкирский, Кузнецкий, Литвиновский, Павловский, Старокулаткинский и Шемышейский.
19 октября 1932 годы постановлением Временного Патриаршего Священного Синода Инзенский, Барушевский, Верхне-Свияжский (Кузоватовский), Николаевский и Новоспасский были переданы в состав Кузнецкой епархии из Сызранского викариатства.
3 июля 1935 года епископ Кузнецкий Серафим (Юшков) был арестован. Назначенному на Кузнецкую кафедру Павлу (Чистякову) власти отказали в регистрации, после чего другие епископы уже не назначались, и в 1943 году во время переустройства епархий в соответствие с новым территориальным делением, епархия была официально упразднена.
26 июля 2012 года решением Священного Синода Русской православной церкви Кузнецкая епархия была возрождена, её территория была выделена из состава Пензенской епархии; при этом епархия была включена в состав новообразованной Пензенской митрополии.

## Архиереи
- Серафим (Юшков) (8 октября 1929 — 4 ноября 1935)
- Павел (Чистяков) (4 ноября 1935 — февраль 1936)
- Серафим (Домнин) (12 сентября 2012 — 18 мая 2014), с 25 декабря 2013 — в/у, митрополит Пензенский
- Нестор (Люберанский) (18 мая 2014 — 9 июля 2019)
- Серафим (Домнин) (9 июля 2019 — 24 августа 2023) — в/у, митрополит Пензенский
- Назарий (Лавриненко) (с 24 августа 2023)

## Благочиния
Епархия разделена на 8 церковных округов:
- Иссинское благочиние
- Камешкирское благочиние
- Кузнецкое благочиние
- Лопатинское благочиние
- Лунинское благочиние
- Неверкинское благочиние
- Никольское благочиние
- Сосновоборское благочиние

## Монастыри
- Вьясский Владимирско-Богородицкий монастырь в селе Большой Вьяс (мужской)
- Покровский Шиханский монастырь (женский)